# Jalea de hierba

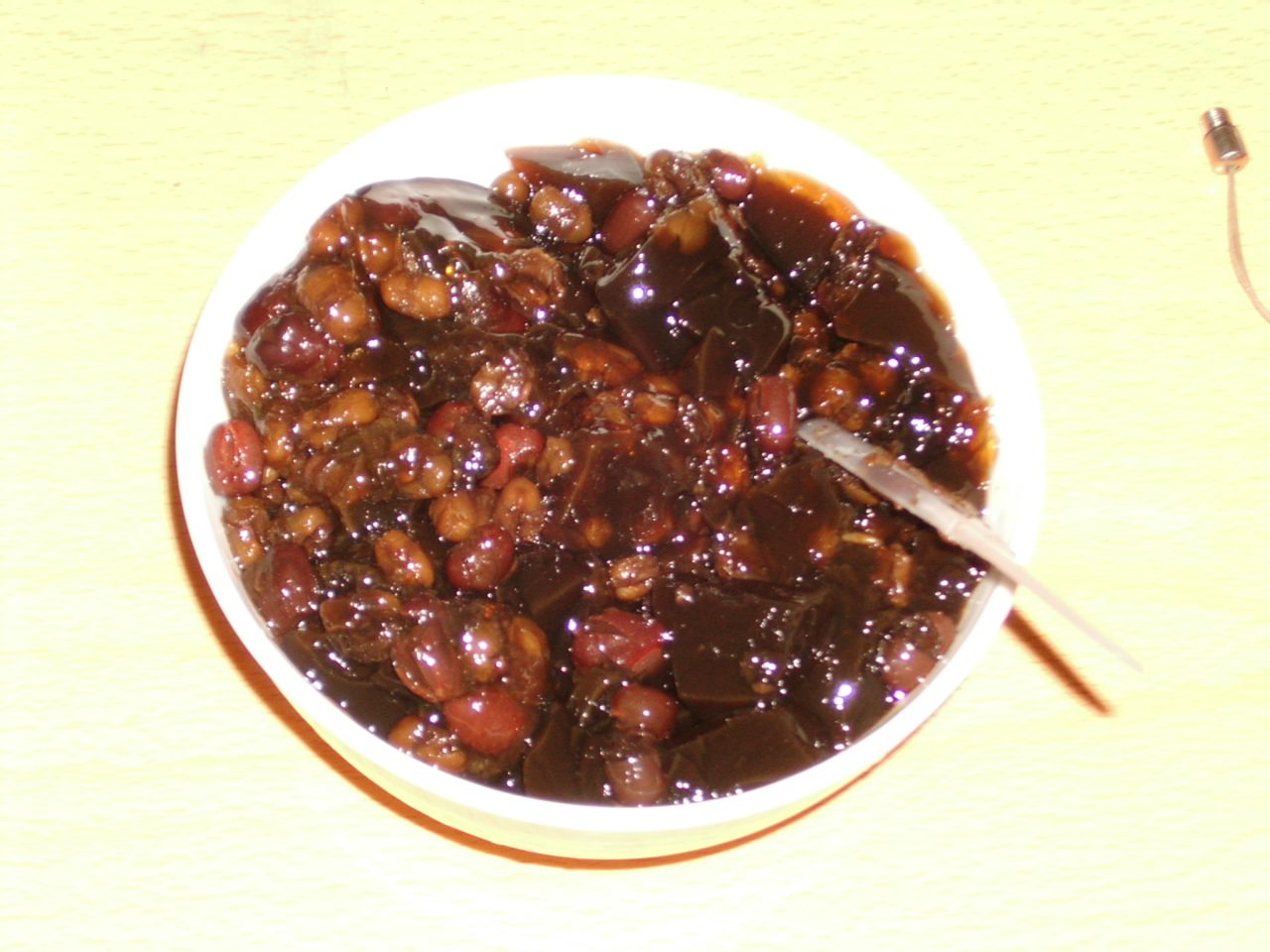
Un suong sao vietnamita con judías rojas.

La Jalea de hierba (o más conocido en el mundo anglosajón como: Grass jelly o Leaf jelly) en (chino: 涼粉 liáng fěn o 燒仙草 shāo xiān cǎo; Min Nan (Hokkien): 仙草 sian-chháu; malayo: cincau; en vietnamita:suong sam, o suong sao para la versión más oscura) es un tipo de comida similar a la consistencia de la jalea que se emplea en la cocina china así como en el Sureste asiático como ingrediente en las bebidas y en los postres. Se comercializa en lata y puede adquirirse con cierta facilidad en los supermercados de Asia.

## Ingredientes

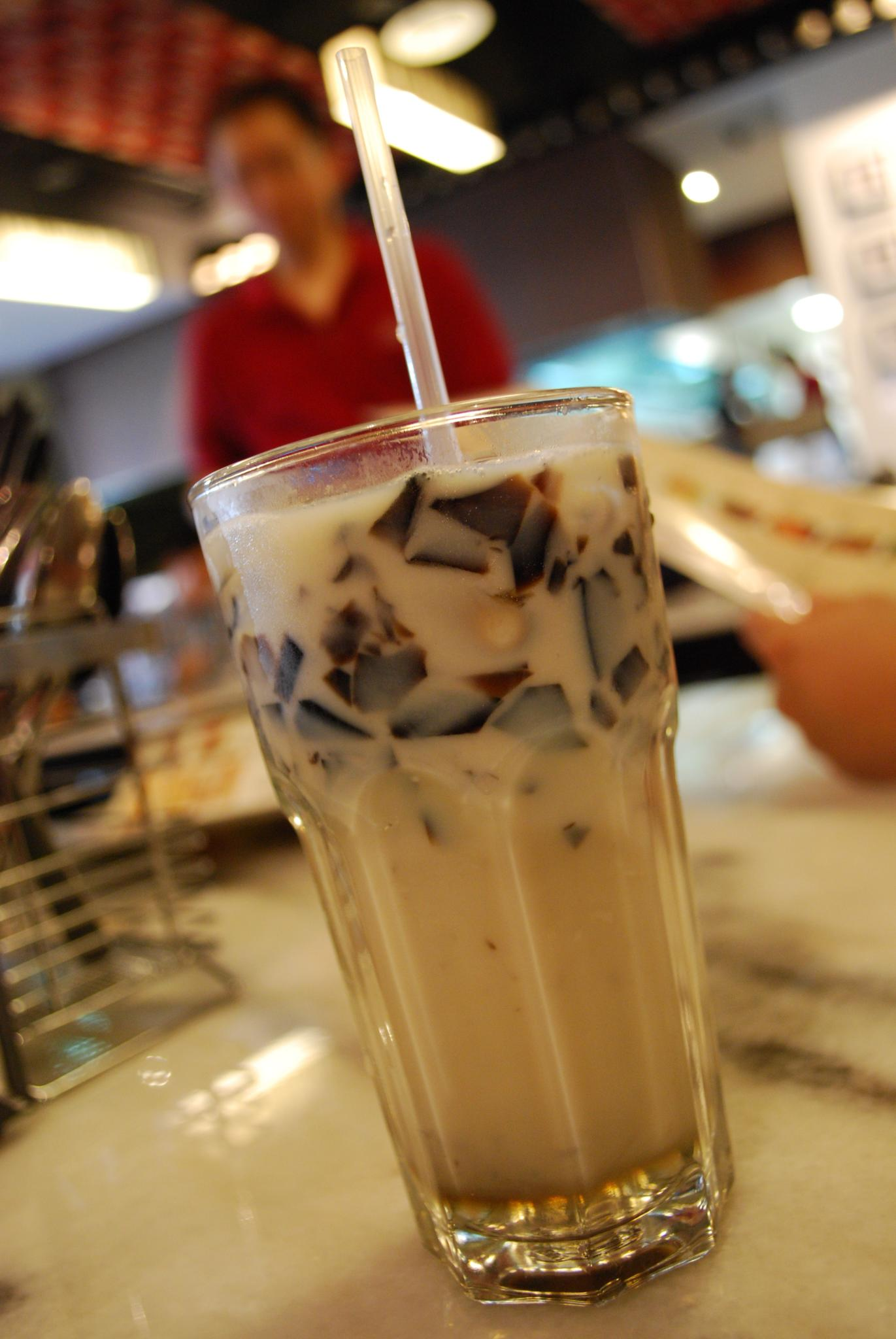
Bebida compuesta por jalea de hierba con leche de soja.

Esta jalea se hace de hierbas o de la hoja hervida de la menta (específicamente de una familia de la menta denominada: Mesona) con carbonato de potasio, y entonces es refrigerada hasta que llega a la consistencia de la jalea. Esta jalea se puede entonces mezclar con el sirope para producir una bebida pensada para tener características refrescantes (Yin). La receta contiene una pequeña parte de yodo, que le proporciona un sabor leve. También puede ser mezclada con Leche de soja para producir un líquido blanco lechoso con filamentos negros, y que es conocida como Michael Jackson en Asia Sur-Oriental.
En Indonesia, la jalea negra (Cincau hitam) se manufactura como polvo instantáneo, de esta forma es más fácil de usar. Está elaborado con hojas de Mesona palustris. Otras dos plantas empleadas en Indonesia para la elaboración de esta jalea son: las hojas de Melastoma polyanthum, conocidas como Cincau perdu y las hojas de Cyclea barbata, Miers, conocidas como Cincau Hijau.

## Usos
Esta jalea se emplea en cocina mezclándose con diferentes tipos de platos y postres del sureste Asiático como el hielo kachang y el chendol.